# Ponthaux
Ponthaux (toponimo francese) è un comune svizzero di 727 abitanti del Canton Friburgo, nel distretto della Sarine.

## Storia
Il 1º gennaio 1981 ha inglobato il comune soppresso di Nierlet-les-Bois.

## Monumenti e luoghi d'interesse

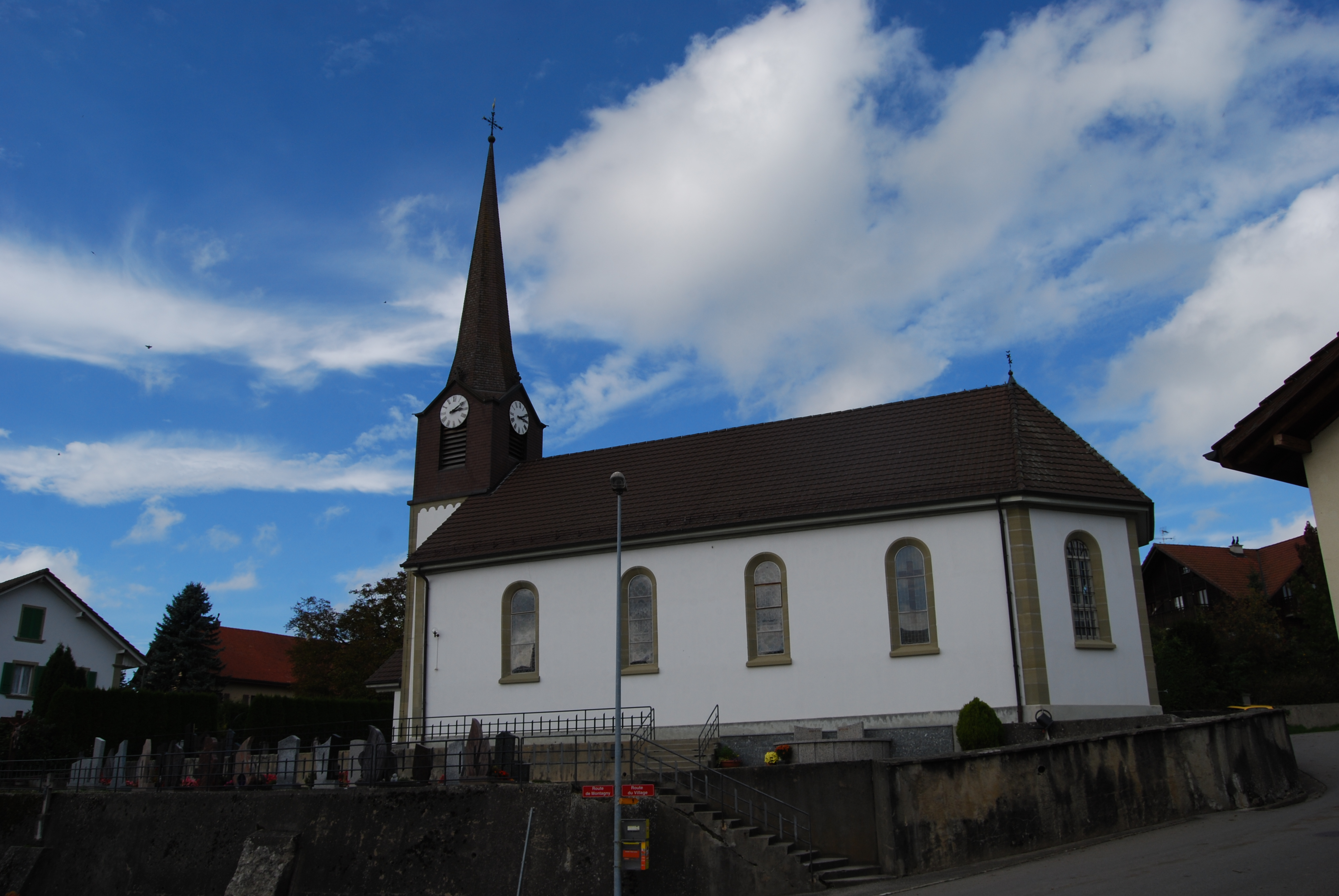
La chiesa cattolica di San Maurizio

- Chiesa cattolica di San Maurizio, attestata dal 1145 e ricostruita nel XVI secolo e nel 1882[1].

## Società

### Evoluzione demografica
L'evoluzione demografica è riportata nella seguente tabella:
Abitanti censiti

## Amministrazione
Ogni famiglia originaria del luogo fa parte del comune patriziale che ha la responsabilità della manutenzione di ogni bene comune.